# Air
Air je anime koji se prvi puta pojavio 17.11.2004. Tada je izašao u DVD obliku u ograničenoj ediciji.  6.1.2005 se anime počeo emitirati na japanskoj televiziji. Air je napravio Tatsuya Ishihara, u studiju Kyoto Animation. Na televiziji je prikazano 13 epizoda. Ali na kraju trinaeste epizode, odlučeno ja dodati specijale. Tako su dodane još dvije epizode pod imenom Air in Summer.

## Radnja (1-7)
Na početku radnje se upoznajemo s Yukito Kunisakiem, dečkom koji je baš došao u grad. Nakon što nije uspio zaraditi novac sa svojom lutkarskom predstavom, od gladi je zaspao na rivi. Probudila ga je djevojčica koja može letjeti (kad se probudio, tako mu se učinila). Kasnije je saznao da je ona obična cura po imenu Misuzu Kamio. Nakon kratke šetnje Yukito je primijetio da je izgubio svoju lutku. Nakon traženja vrana mu je vratila lutku. Zatim je Misuzu uspjela namamiti Yukita s hranom do svoje kuće. Kasnije kod kuće uspjeli su nagovoriti Haruko Kamio, Misuzinu maćehu, da Yukito može ostati kod njih na neko vrijeme. Idućeg dana Yukito upoznaje Minagi Tohno, Misuzinu suučenicu, i Michiru, koja se doslovno zabije u njega (većinu vremena se svađaju njih dvoje).
Yukito traži "curu iz neba", Kannabi no mikoto, što je tradicija u njegovoj obitelji. Ukleta cura može biti Kano, Minagi ili Misuzu. Kad on shvati tko je ona, već je prekasno. Ona je napunila 15 godina i zaljubila se u Yukita. Kad se dogodi jedno od ovog, ta cura je osuđena na smrt. Ostatak epizoda Yukito pokušava spasiti Misuzin život. 
=

## Air (8,9)
Ovdje je umetnuto 2 epizode. Radnja govori o događajima pred 1000 godina. Kannabi no mikoto, cura koja je živjela zarobljena u vlastitom dvorcu, imala je krila, i zbog toga nije smjela napustiti dvorac. Nije smjela ni vidjeti svoju majku, koja se nalazila u sličnoj situaciji. Ipak ona se odlučila za bijeg s Ryūyom, samurajem, i Urahom u potrazi za svojom majkom. U te dvije epizode Kanna saznaje o ljudima, prijateljstvu, i životu oćenito. Te na kraju shvaća da ne može pobjeći od kletve, kao ni njena inkarnacija Misuzu.

## Radnja (10-13)
Ovdje se nastavlja početna radnja. Napočetku saznajemo Yukitove planove i posljednju želju da se Misuzu oporavi. Ali ovog puta radnja se priča sa strane Sore, i otkrivaju se mnoge stvari, koje gledajući prije nisu vidjeli. Eto da ne odam sve, napetost na kraju. Ako Yukito ne može pomoći Misuzu, može li to Sora? Hoće li Haruko uspjeti zadržati Misuzu i naučiti je voljeti kao svoju kći? I na kraju tko ili što je Sorra?

## Vanjske poveznice
- IMDb profil
- Animenewsnetwork.com